# Ла Монака (Ређо ди Калабрија)
Ла Монака је насеље у Италији у округу Ређо ди Калабрија, региону Калабрија.
Према процени из 2011. у насељу је живело 65 становника. Насеље се налази на надморској висини од 81 м.